# Safran
A Safran egy nagy francia ipari és technológiai csoport, amely nemzetközileg jelen van a repülés, az űr és a védelem területén. 2005-ben jött létre a Snecma és Sagem fúziója során. 2011 szeptembere óta szerepel a CAC 40 listán.
Repülőgép-hajtóműveket, helikoptereket és rakétákat, illetve repüléstechnikai berendezéseket tervez és gyárt.
Miután felvásárolta a Zodiac Aerospace-et 2018-ban, a csoportnak több, mint 81 000 alkalmazottja volt 2020 szeptemberének végén.